# Птичья малярия
Птичья малярия — паразитическое заболевание птиц, вызываемое видом — Plasmodium relictum, простейшими из рода плазмодий. Это один из самых каузативных микроорганизмов, может вызвать смертельную инфекцию у вида, не имеющего резистентности к этому заболеванию (например, у пингвинов). Птичья малярия может наносить серьёзный вред чувствительной авифауне, например гавайских птиц, у которых отсутствует иммунитет к этому микроорганизму. Паразит не может передаваться от одной птице другой, а нуждается в переносчиках — комарах, которые передают паразита от одной птице другой. На Гавайских островах переносчиком данного вида плазмодий является Culex quinquefasciatus.